# Richard Flury
Richard Flury, né le 26 mars 1896 à Biberist et mort dans le même village le 23 décembre 1967, est un chef d'orchestre et compositeur suisse.

## Biographie

### Formation
Après le lycée, à Soleure (Suisse), Flury étudie la musicologie, l'histoire de l'art et la philosophie dans les Universités de Bâle, Berne et Genève. Aux conservatoires des villes citées, il assiste aux classes de violon de Fritz Hirt, Alphonse Brun et Paul Miche. Ensuite, il prend des leçons de composition auprès de Hans Huber, de contrepoint avec Ernst Kurth et d'instrumentation avec Joseph Lauber. À la fin de ses études, il travaille avec le compositeur Joseph Marx à Vienne, et assiste à un cours de direction de Felix Weingartner, à Bâle.

### Chef d'orchestre et compositeur
Flury participe ensuite en tant que professeur de violon de 1919 à 1937 à l'école municipale et de 1930 à 1961 à l'école cantonale de Soleure. Pendant trente ans, il dirige le Solothurner Stadtorchester (de 1919 à 1949) et pendant quelques années, entre autres, l'Orchestre Universitaire à Zurich (de 1923 à 1926), le Chœur mixte « Harmonie » à Berne, et le Orchesterverein Gerlafingen. En tant que chef invité, il dirige également les concerts d'abonnement à Berne et à Bâle et travaille ponctuellement pour les studios de la radio de Zurich et de Lugano, où, le plus souvent, il dirige ses propres œuvres.
En tant que compositeur, Flury est dans la tradition post-romantique, trouvant son style personnel dans une imagination harmonique et rythmique pour développer ses œuvres. En particulier dans les œuvres colorées, instrumentées pour orchestre, mais aussi impressionnistes, jusqu'aux confins de la tonalité. La vie de province est restée assez fermée, toutefois l'importance de Richard Flury a été reconnue par de nombreux musiciens éminents de son temps. Parmi eux : Wilhelm Backhaus, Joseph Bovet, Paul Burkhard, Pablo Casals, Alfred Cortot, Émile Jaques-Dalcroze, Gustave Doret, Walter Gieseking, Georg Kulenkampff, Franz Lehár, Hermann Scherchen, Othmar Schoeck, Richard Strauss, Joseph Szigeti et Felix Weingartner qui dirigeait à Bâle, la Fastnachtssymphonie de Flury. La Waldsymphonie, a été exécuté, en outre, dans les différents centres musicaux d'Europe.
En 1964, Richard Flury a reçu le prix des arts de Soleure. Son fils est le compositeur Urs Joseph Flury (de).

## Œuvre

### Compositions
Le répertoire du compositeur comprend plus de 80 pages d'œuvres dans tous les genres musicaux, dont voici une sélection :
- Œuvres scéniques : 4 opéras (Une Tragédie florentine, La Nuit claire, Casanova e l’Albertolli), 2 ballets, musique de scène...
- Chœur : 8 messes (Messe en ré, Te Deum), 4 Cantates, Lied pour chœur ;
- Orchestre : 7 symphonies, 2 suites, poème nocturne, 4 ouvertures ;
- Orchestre d'harmonie : suite, 2 ouvertures, 24 marches ;
- Concertos : 4 concertos pour violon, 2 concertos pour piano ;
- Musique de chambre, avec notamment : 10 Caprices pour violon seul, 11 sonates pour violon et piano, 3 pour violoncelle, 24 préludes et 50 pièces romantiques pour violon et piano, 2 trio avec piano, trio avec clarinette, quatuor avec piano, quintette, 2 trios à cordes, 7 quatuors à cordes, octuor, nonnette et 180 lieder avec piano.

À propos de ses activités de compositeur, Richard Flury dans ses « Mémoires » s'exprime avec modestie : « La plus haute élégance est dans le travail. Qu'importe si mon talent pour la composition est basée sur l'imagination ou non ? Je crois et je me réjouis au moindre progrès. Je me prends trop au sérieux et j'apprécie mes œuvres, ils disparaissent de la scène de toute façon. Mais je suis trop modeste et je vais trop peu apprécié, corrige le moment où l'erreur même sans mon aide... Dieu dans les heures de solitude et de désespoir, dans mon bonheur et le malheur, était toujours mon ami et protecteur. Il est mon désir le plus profond, avec ma musique, que ce soit très légèrement, puisse-t-elle contribuer un peu à la gloire de son omnipotence et infini. »

### Œuvre littéraire
À côté de son œuvre musicale, le compositeur a publié une biographie de l'écrivain Joseph Joachim (1945), Mémoires (1950) et Mes Confessions sur le romantisme musical (1953).

### Hommage
Sa vaste œuvre musicale est disponible à la Bibliothèque centrale de Soleure dans un catalogue détaillé. Son fils, le musicien et compositeur Urs Joseph Flury, ouvrit en 1996 pour le centième anniversaire la Fondation Richard Flury. Elle s'est donné pour mission de rendre les œuvres de Flurys et de ses amis compositeurs encore plus accessibles au public. Des enregistrements de nombreuses œuvres de Richard Flury sont disponibles au disque dans le commerce ou par le biais de la Fondation Richard Flury.

## Discographie
- Fasnachtssinfonie ; Waldsinfonie* ; Altisberg-Suite - Studioorchester Beromünster ; Orchestra della Radio Svizzera Italiana, dir. Richard Flury) et Paul Burkhard (6 janvier 1954, 9 juillet 1959*, janvier 1954, Gallo) (OCLC 847801834)
- Suite pour orchestre à cordes ; Quatuors à cordes nos 6* et 7 - Orchestra della Radio Svizzera italiana, dir. Richard Flury ; Das Neue Wiener Streichquartett* ; Urs Joseph Flury et Jean-Pierre Moeckli, violons ; Walter Kägi, alto ; Jost Meier, violoncelle (1963, 1964, 1970, Gallo) (OCLC 905840140)
- Cinquante pièces romantiques - Catherine Aubert-Tackett, piano (1996, Gallo) (OCLC 37200079)
- Quintette avec piano, Quatuor à cordes no 5, 13 Lieder - Rosmarie Hofmann, soprano ; Margaret Singer, piano ; Ulrich Lehmann et Urs Joseph Flury, violons ; Erich Meyer, alto ; Stefan Thut, violoncelle (15/18 mars–10 mai 1997, Gallo) (OCLC 42250372)
- Concerto pour piano nos 1 et 2 ; Concerto pour violon no 1 - Margaret Singer, piano ; Ulrich Lehmann, violon ; Tschechisches Sinfonieorchester Prag, dir. Urs Joseph Flury (5-7/21 mai 1993 / 1-4/22-23 avril 1994, Gallo) (OCLC 38941312)
- Miniatures - Catherine Aubert-Tackett, piano (1997, Gallo GALL CD-1121) (OCLC 181603721)
- Pièces pour orchestre d'après « Casanova e l'Albertolli » (ouverture, introduction pastorale, marche suisse) ; Concerto pour violon no 2 ; Symphonie en ré mineur - Ulf Hoelscher, violon ; Bieler Sinfonie Orchester, dir. Urs Joseph Flury (2012, Gallo) (OCLC 857678669)
- Die helle Nacht, opéra en deux actes – Daniel Ochoa, baryton (le docteur) ; Julia Sophie Wagner, soprano (Solange, sa femme) ; Magnus Vigilius, ténor (le chevalier) ; Eric Stoklossa, ténor (Monsieur Robert, un étudient) ; Stephanie Bühlmann, soprano (Céline) ; Oğulcan Yılmaz, basse ; Gärtnerplatz Kammerchor ; Orchestre symphonique de Göttingen, dir. Paul Mann (2021, 2 CD Toccata Classics) (OCLC 1283775223)